# KDE System Guard
KDE System Guard, també conegut com a KSysGuard, és l'administrador de tasques i monitor de rendiment de la plataforma KDE, funciona sobre el sistema operatiu Unix-Like. Pot monitorar tant servidors locals com remots, ho realitza fent córrer ksysguard en el servidor remot i tenint la interfície gràfica d'usuari (GUI) (ksysguard) connectada a la instància remota. També pot recuperar valors simples o dades complexes tals com taules i mostrar la informació en diferents pantalles. Aquestes pantalles poden ser organitzades en fulls de treball. A la vegada pot mostrar la taula de processos de top (Unix).
KDE System Guard s'ha reescrit a partir de KDE 1.x task manager, KTop.